# Пленк, Ханс
Ханс Пленк (нем. Hans Plenk; 21 февраля 1938, Берхтесгаден, Германия — 10 сентября 2023) — немецкий саночник, чемпион мира, выступавший за сборную ФРГ в 1960-е годы. Принимал участие в двух зимних Олимпийских играх и выиграл бронзовую медаль на играх 1964 года в Инсбруке — в программе мужских одиночных заездов. На соревнованиях 1968 года в Гренобле смог подняться лишь до четвёртой позиции.
Ханс Пленк является обладателем пяти медалей чемпионатов мира, в его послужном списке четыре награды одиночных состязаний (золото: 1965, серебро: 1961, 1963; бронза: 1960) и одна награда парных (бронза: 1960). Спортсмен регулярно участвовал в заездах чемпионатов Европы, однако не смог получить ни одного призового места.